# Tappenbeck
Tappenbeck ist eine Gemeinde im Landkreis Gifhorn in Niedersachsen. Die Gemeinde Tappenbeck ist Mitgliedsgemeinde der Samtgemeinde Boldecker Land.

## Geographie
Tappenbeck liegt zwischen den Naturparks Südheide und Drömling. Östlich des Ortes beginnt am Tal der Kleinen Aller der Vorsfelder Werder.

## Geschichte

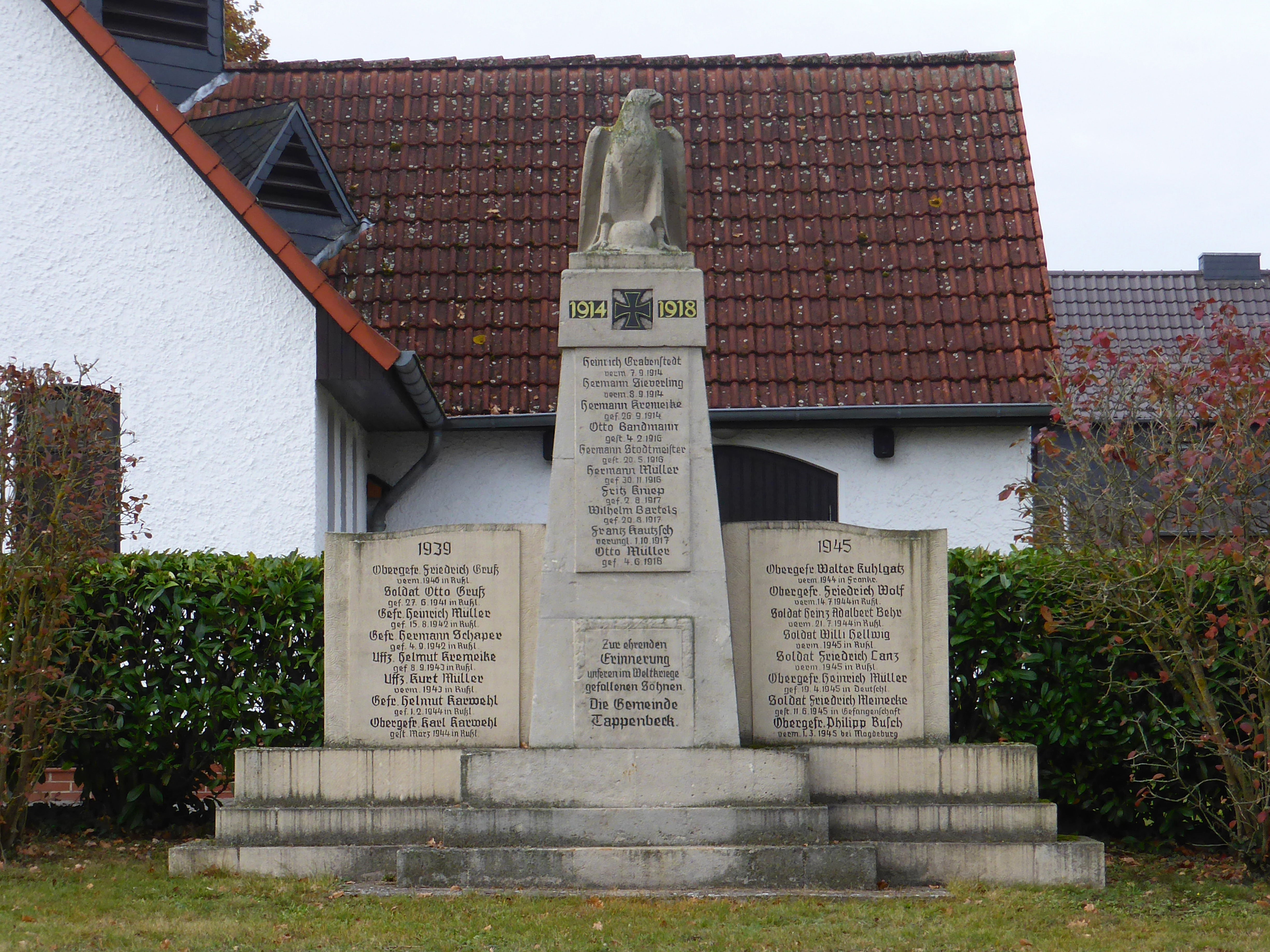
Kriegerdenkmal

1495 wurde die Gemeinde erstmals urkundlich erwähnt. Die ursprüngliche Dorfform war die eines wendischen Rundlings. Laut einem Siedlungsverzeichnis um 1850 bestanden zu dieser Zeit 13 Bauernhöfe.

## Politik

### Gemeinderat
Der Rat der Gemeinde Tappenbeck setzt sich aus 11 Ratsfrauen und Ratsherren zusammen.
- SPD 2 Sitz
- WTB 7 Sitze
- GUT 2 Sitze

(Stand: Kommunalwahl am 12. September 2021)

### Bürgermeister
Der ehrenamtliche Bürgermeister ist Rouven Wessel.

### Wappen
Blasonierung: „Im Schildfuß in Blau ein goldener Berg, besetzt mit einem blauen Wellenband, darüber in Gold mit roten Herzen bestreuter Wappengrund, darin ein rot bewehrter, blauer Löwe.“

## Wirtschaft und Infrastruktur

### Ansässige Unternehmen
Größter Arbeitgeber ist Bertrandt mit rund 2000 Mitarbeitern. Er ist am Nordrand des Ortes angesiedelt.

### Bildung
Der Ort verfügt über einen Kindergarten. Offizielle weitere zuständige Schulen sind: Oberschule Weyhausen, Integrierte Gesamtschule Sassenburg oder das Humboldt-Gymnasium in Gifhorn.

### Öffentlicher Personennahverkehr
Es bestehen Buslinien der Verkehrsgesellschaft Landkreis Gifhorn (VLG) in die umliegenden Orte wie Weyhausen, Jembke, Barwedel, Tiddische. In Weyhausen besteht Anschluss an eine Buslinie, die zwischen den nahen Städten Gifhorn und Wolfsburg pendelt.

### Verkehr
Die B 188 führt zwischen Gifhorn und Wolfsburg südlich am Ort vorbei. Die B 248 führt in Süd-Nord-Richtung durch Tappenbeck hindurch, vom Ende der A 39 kommend in Richtung Brome und Salzwedel. Der Weiterbau der A 39 unmittelbar östlich an Tappenbeck vorbei ist geplant; im Ort wird die Planung kritisiert.

## Persönlichkeiten
- Werner Schulze (* 1890 in Tappenbeck; † 1993 in Celle), Agrarwissenschaftler